# Dennis Awtrey
Dennis Wade Awtrey (ur. 22 lutego 1948 w Los Angeles) – amerykański koszykarz, występujący na pozycji środkowego, mistrz NBA w barwach Seattle SuperSonics (1979).

## Osiągnięcia
NCAA
- Uczestnik rozgrywek:
  - Elite Eight turnieju NCAA (1969)
  - Sweet Sixteen turnieju NCAA (1968–1970)
- Mistrz sezonu regularnego konferencji West Coast (1968, 1969)
- Zawodnik roku konferencji West Coast (1969, 1970)[2]
- Zespół Santa Clara Broncos zastrzegł należący do niego numer 24

NBA
- Mistrz NBA (1979)[1]
- Wicemistrz NBA (1976)[1]